# Dario Vujičević
Dario Vujičević est un footballeur croate, né le 1er avril 1990 à Sarajevo en Bosnie-Herzégovine. Il évolue actuellement en Eredivisie au Heracles Almelo comme milieu de terrain.

## Palmarès
FC Twente
- Eredivisie
  - Champion (1) : 2010
- Trophée Johan Cruyff
  - Vainqueur (1) : 2010